# Viktor Orbán
Viktor Orbán (født 31. maj 1963 i Székesfehérvár) er en ungarsk politiker, der siden 2010 har været landets premierminister. I perioden fra 1998 til 2002 var han ligeledes premierminister i Ungarn. Han har siden 1990 ledet landets største parti, Fidesz, der ved parlamentsvalget i 2010 fik absolut flertal af stemmerne og som ved valget i 2014 ligeledes fik absolut flertal i ved parlamentsvalget.
I forbindelse med COVID-19-pandemien i 2020 vedtog det ungarske parlament i marts en nødretslov, der gav Orban magt til at lede pr. dekret for effektivt at bekæmpe pandemien. Loven sætter også en pause for suppleringsvalg og gør det forbudt at sprede fake news. Orbans udvidede magtbeføjelser fortsætter, indtil pandemien erklæres for afsluttet.

## Liv og gerning
Orbán blev født i Székesfehérvár og tilbragte barndommen i de nærliggende byer Alcsútdoboz og Felcsút. I 1977 flyttede familien til Székesfehérvár. Han fuldførte gymnasiet i 1981 og aftjente militærtjenesten mellem 1981 og 1982. Derefter studerede han jura ved Eötvös Loránduniversitetet i Budapest. Han tog juridisk embedseksamen i 1987. I de følgende to år boede han i Szolnok, men pendlede til Budapest, hvor han arbejdede i landbrugs- og fødevareministeriet.
Orbán var en af grundlæggerne af Fidesz (unionen af unge demokrater), som blev grundlagt 30. marts 1988. Den 16. juni 1989 talte Orbán på Heltenes Gade i anledning af genbegravelsen af Imre Nagy og andre nationale martyrer fra opstanden mod den sovjetiske besættelsesmagt i 1956. Han forlangte frie valg, og at sovjetiske tropper blev trukket ud af landet. Talen blev mødt med stor national begejstring. Sommeren 1989 deltog han i oppositionens forhandlinger i forbindelse med en demokratisk magtovertagelse.
Han begyndte sin politiske karriere som politisk sekretær i den kommunistiske ungdomsorganisation KISZ. Under sin militærtjeneste engagerede han sig i reformbevægelsen, og i 1990 blev han medlem af det ungarske parlament og fra 1993 leder af Fidesz. Under hans ledelse er linjen ændret fra at være liberalt til i dag at være et kristendemokratisk-konservativt parti. I 1998 gik partiet til valg på forbedringer af velfærden og vandt sammen med alliancepartneren MDF valget. I 1995 ændrede partiet navnet til Fidesz-MPP (unionen af unge demokrater/det ungarske borgerparti). Partiet vandt parlamentsvalgene i 1998, og Orbán blev statsminister. I marts 1999 underskrev han aftalen, som gjorde Ungarn til medlem af NATO.
Under forhandlingerne om EU's østudvidelse forlangte Orbán i en tale i Europa-Parlamentet i 2002, at Tjekkiet og Slovakiet måtte erklære Beneš-dekreterne, som var grundlaget for den etniske udrensning af tyskere og ungarere fra disse lande, for ugyldige, før de kunne blive bevilget EU-medlemskab.
Ved parlamentsvalget i 2010 fik Fidesz absolut flertal af stemmerne, og ved valget i 2014 ligeledes fik partiet absolut flertal ved parlamentsvalget.
Victor Orbán valgte i december 2023, at stemme imod EU's beslutning om at støtte Ukraine, i deres kamp mod Rusland. Det er stadigvæk uvist, hvilke bevæggrunde Oban har, om det er rent indenrigspolitisk, eller om Ungarn er på vej væk fra Europa.

## Familie
Orbán er gift med juristen Anikó Lévai. De har fem børn.

## Hædersbevisninger
Han har fået Freedom Award af American Enterprise Institute og New Atlantic Initiative (2001), storkorset af den nationale fortjensteorden i Ungarn (2001), Förderpreis Soziale Marktwirtschaft (2002) og Mérite Européen-prisen (2004).
Viktor Orbán er den yngste statsminister i Ungarns historie.

## Fodnoter
1. ↑  Egentlig modificerer loven, hvad det vil sige at sprede frygt.